# 12277 Tajimasatonokai
12277 Tajimasatonokai este o planetă minoră (asteroid), cu un diametru de 5,887 km, din centura de asteroizi. A fost descoperită pe 17 noiembrie 1990 la Geisei⁠(d) de Tsutomu Seki. 
Obiectul prezintă o orbită caracterizată de o semiaxă mare de 2,6570881 UAi, o excentricitate de 0,1342329, o înclinație de 14,6282 ° în raport cu ecliptica.